# Campionati europei di bob 2015
I Campionati europei di bob 2015, quarantanovesima edizione della manifestazione organizzata dalla Federazione Internazionale di Bob e Skeleton, si sono disputati dal 30 gennaio al 1º febbraio 2015 a La Plagne, in Francia, sulla pista omonima, il tracciato sul quale si svolsero le competizioni del bob e dello slittino ai Giochi di Albertville 1992 e la rassegna continentale del 1994. La località delle Alpi francesi, afferente al comune di Mâcot-la-Plagne, ha quindi ospitato le competizioni europee per la seconda volta nel bob a due uomini e nel bob a quattro e per la prima nel bob a due donne.

Anche questa edizione si è svolta con la modalità della "gara nella gara", contestualmente alla sesta tappa della Coppa del Mondo 2014/15 e ai campionati europei di skeleton 2015.
Il 16 gennaio 2019 la IBSF confermò le sanzioni inflitte ad Aleksandr Kas'janov, Il'vir Chuzin e Aleksej Puškarëv in seguito alla vicenda doping emersa dopo le olimpiadi di Soči 2014, sospendendoli sino al 12 dicembre 2020 e escludendoli da tutti i risultati ufficiali ottenuti dal 14 febbraio 2014 sino a quella data, pertanto essi sono stati squalificati da tutti gli eventi a cui hanno preso parte in questa rassegna iridata.

## Risultati

### Bob a due uomini
La gara si è svolta il 31 gennaio 2015 nell'arco di due manches ed hanno preso parte alla competizione 21 compagini in rappresentanza di 14 differenti nazioni.
| Pos. | Atleti                               | Nazione       | Tempo   | Distacco |
| ---- | ------------------------------------ | ------------- | ------- | -------- |
|      | Francesco Friedrich Martin Grothkopp | Germania      | 1:58.48 |          |
|      | Oskars Melbārdis Daumants Dreiškens  | Lettonia      | 1:58.52 | +0.04    |
|      | Rico Peter Bror van der Zijde        | Germania      | 1:58.69 | +0.21    |
| 4    | Beat Hefti Alex Baumann              | Svizzera      | 1:58.89 | +0.41    |
| 5    | Nico Walther Marko Hübenbecker       | Germania      | 1:59.04 | +0.56    |
| 6    | Johannes Lochner Joshua Bluhm        | Germania      | 1:59.31 | +0.83    |
| 7    | Loïc Costerg Romain Heinrich         | Francia       | 1:59.53 | +1.05    |
| 8    | Oskars Ķibermanis Vairis Leiboms     | Lettonia      | 1:59.59 | +1.11    |
| 9    | Bruce Tasker Ben Simons              | Gran Bretagna | 1:59.74 | +1.26    |
| 10   | Nikita Zacharov Kirill Antjuch       | Russia        | 1:59.85 | +1.37    |

### Bob a quattro
La gara si è svolta il 1º febbraio 2015 nell'arco di due manches ed hanno preso parte alla competizione 16 compagini in rappresentanza di 11 differenti nazioni.
| Pos. | Atleti                                                              | Nazione   | Tempo   | Distacco |
| ---- | ------------------------------------------------------------------- | --------- | ------- | -------- |
|      | Oskars Melbārdis Daumants Dreiškens Arvis Vilkaste Jānis Strenga    | Lettonia  | 1:56.61 |          |
|      | Francesco Friedrich Candy Bauer Martin Grothkopp Thorsten Margis    | Germania  | 1:57.13 | +0.52    |
|      | Nico Walther Marko Hübenbecker Andreas Bredau Christian Poser       | Germania  | 1:57.55 | +0.94    |
| 4    | Maximilian Arndt Jan Speer Kevin Korona Martin Putze                | Germania  | 1:57.58 | +0.97    |
| 5    | Rico Peter Bror van der Zijde Thomas Amrhein Simon Friedli          | Svizzera  | 1:57.65 | +1.04    |
| 6    | Oskars Ķibermanis Helvijs Lūsis Raivis Zīrups Vairis Leiboms        | Lettonia  | 1:57.85 | +1.24    |
| 7    | Benjamin Maier Stefan Laussegger Markus Sammer Angel Somov          | Austria   | 1:58.12 | +1.51    |
| 8    | Jan Vrba Dominik Suchý Jan Stokláska Jakub Nosek                    | Rep. Ceca | 1:58.16 | +1.55    |
| 9    | Nikita Zacharov Maksim Mokrousov Jurij Selichov Vasilij Kondratenko | Russia    | 1:58.42 | +1.81    |
| 10   | Loïc Costerg Romain Heinrich Vincent Ricard Jérémie Boutherin       | Francia   | 1:58.64 | +2.03    |

### Bob a due donne
La gara si è svolta il 30 gennaio 2015 nell'arco di due manches ed hanno preso parte alla competizione 12 compagini in rappresentanza di 7 differenti nazioni.
| Pos. | Atlete                                 | Nazione     | Tempo   | Distacco |
| ---- | -------------------------------------- | ----------- | ------- | -------- |
|      | Anja Schneiderheinze Franziska Bertels | Germania    | 2:02.68 |          |
|      | Cathleen Martini Stephanie Schneider   | Germania    | 2:02.73 | +0.05    |
|      | Stefanie Szczurek Erline Nolte         | Germania    | 2:02.94 | +0.26    |
| 4    | Elfje Willemsen Annelies Holthof       | Belgio      | 2:03.06 | +0.38    |
| 5    | Christina Hengster Sanne Dekker        | Austria     | 2:03.14 | +0.46    |
| 6    | Aleksandra Rodionova Ljudmila Udobkina | Russia      | 2:03.43 | +0.75    |
| 7    | Nadežda Sergeeva Nadežda Paleeva       | Russia      | 2:03.55 | +0.87    |
| 8    | Edith Burkard Tanja Mayer              | Svizzera    | 2:03.76 | +1.08    |
| 9    | An Vannieuwenhuyse Sophie Vercruyssen  | Belgio      | 2:04.08 | +1.40    |
| 10   | Victoria Olaoye Aleasha Kiddle         | Regno Unito | 2:04.20 | +1.52    |

## Medagliere
| Posizione | Paese    | Oro | Argento | Bronzo | Totale |
| --------- | -------- | --- | ------- | ------ | ------ |
| 1         | Germania | 2   | 2       | 2      | 6      |
| 2         | Lettonia | 1   | 1       | 0      | 2      |
| 4         | Svizzera | 0   | 0       | 1      | 1      |
| Totale    | Totale   | 3   | 3       | 3      | 9      |